# (20098) Shibatagenji
(20098) Shibatagenji est un astéroïde de la ceinture principale.

## Description
(20098) Shibatagenji est un astéroïde de la ceinture principale. Il fut découvert le 24 novembre 1994 à Kitami par Kin Endate et Kazuro Watanabe. Il présente une orbite caractérisée par un demi-grand axe de 2,78 UA, une excentricité de 0,17 et une inclinaison de 10,3° par rapport à l'écliptique.